# 平沢逸
平沢 逸（ひらさわ いつ、1994年 - ）は、日本の小説家。東京都生まれ。早稲田大学基幹理工学部数学科卒業。

## 人物・経歴
2022年、「点滅するものの革命」で第65回群像新人文学賞を受賞しデビュー。

## 作品一覧

### 単行本
- 『点滅するものの革命』（2022年7月 講談社 ISBN 978-4-06-528844-3）[3]
  - 初出:『群像』2022年6月号
- 『その音は泡の音』（2024年2月 講談社 ISBN 978-4-06-534271-8）
  - 初出:『群像』2023年9月号

### 単行本未収録
エッセイ・書評
- 「文一の本棚 保坂和志『プレーンソング』」[4] - 『群像』2023年6月号
- 「書きたさと書きたくなさのミルフィーユ構造」 - 『文學界』2023年11月号
- 「本の名刺 その音は泡の音」[5] - 『群像』2024年4月号
- 「バカと能無しのための小説覚書」 - 『新潮』2024年7月号
- 「いつか誰かの目に似ていくだろう九つの光=眼球」（小山田浩子『ものごころ』書評） - 『文學界』2025年4月号